# عمدة كاستربريدج
عمدة كاستربريدج (بالإنجليزية: The Mayor of Casterbridge)‏ وتحمل عنوانا فرعيا "حياة وموت رجل محترم"، هي رواية بقلم الكاتب البريطاني توماس هاردي صدرت عام 1886. وتقع الأحداث في بلدة خيالية تدعى كاستربريدج (واستقاها هاردي من بلدة دورتشستر في دورست). هذا الكتاب هو واحد من روايات ويسيكس التي كتبها هاردي، وتقع كلها في أماكن خيالية في الريف الإنجليزي.
تدور الرواية حول رجل سكير يدعى مايكل هينشارد يبيع زوجته في نوبة غضب، ولكنه يندم بعد فوات الأوان ويقرر ترك الخمرة. يقرر هينشارد أن يصلح من حاله حتى ارتقى لمنصب عمدة بلدة كاستربريدج، إلا أن أفعاله في الماضي ظلت تطارده.

## روابط خارجية
- عمدة كاستربريدج على موقع الموسوعة البريطانية (الإنجليزية)